# Fastlagen

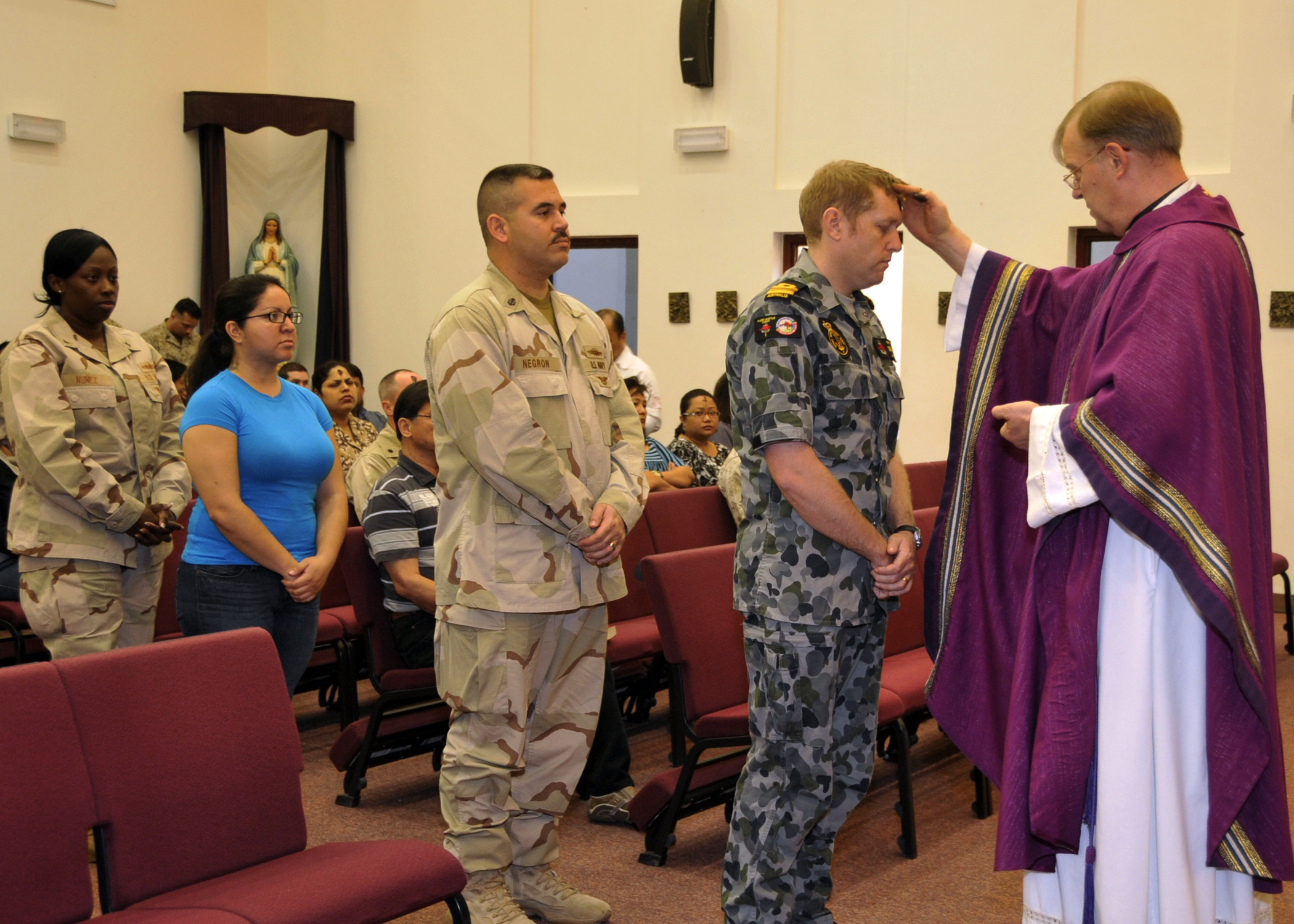
Askonsdagsgudstjänst i en amerikansk militärförsamling. Prästen tecknar ett kors med aska i pannan på deltagarna.

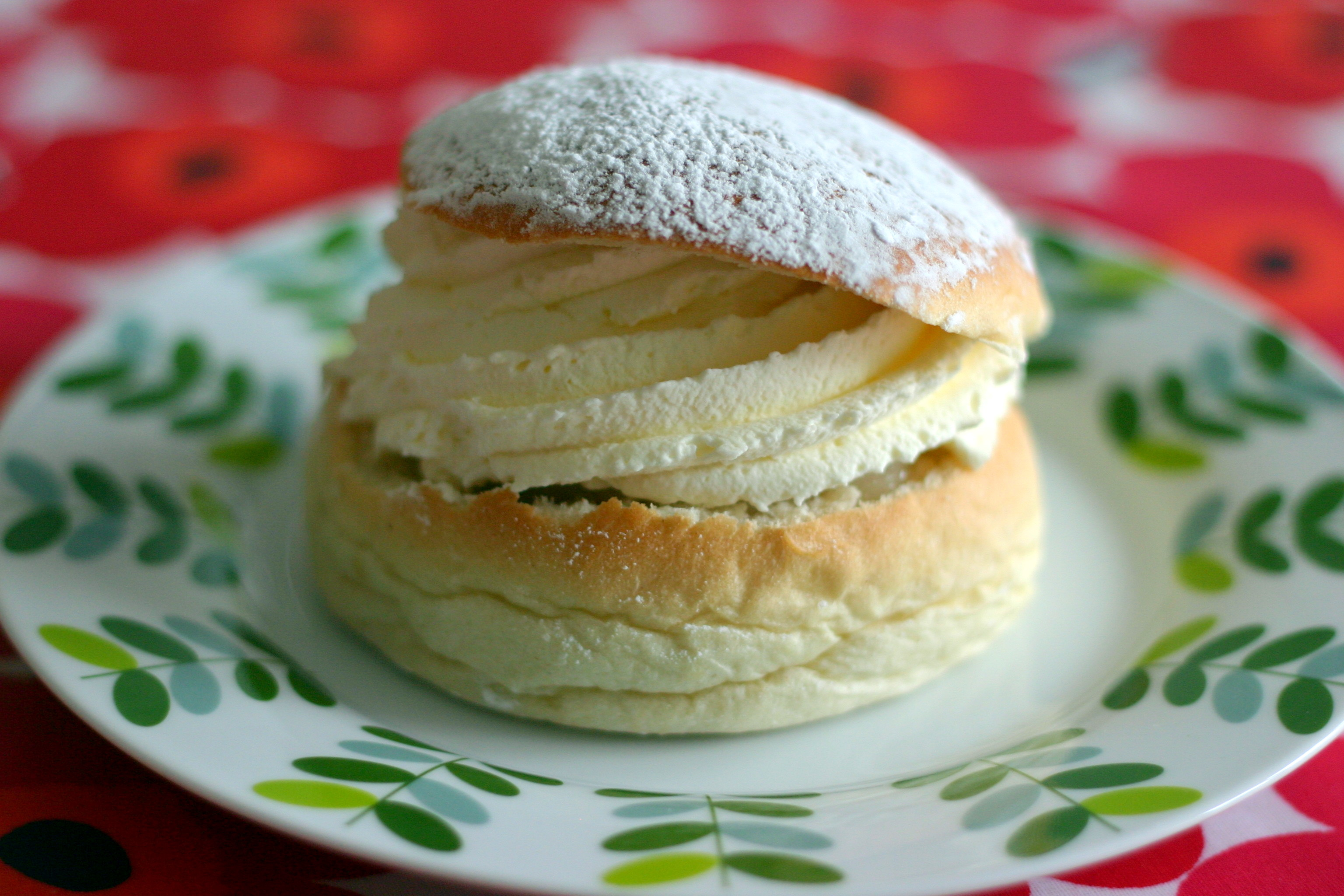
I Sverige serverades fastlagsbullar, semlor, på fettisdagen, innan fastan inleddes. Idag är de vanligt förekommande under hela påskfastan.

Fastlagen (efter medellågtyska vastelavent, 'fasteafton') är benämningen på de tre dagar som kommer närmast före påskfastan. Fastlagen består av fastlagssöndagen (köttsöndagen) samt blåmåndagen (av tyska blauer Montag, 'blå måndag'; även fläskmåndagen och korvmåndagen) följt av fettisdagen (eller vita tisdagen). Därefter börjar fastan med askonsdagen.
Fastlagen är inte direkt en kyrklig högtid, men kan ses som en förberedelse för den långa fastan. Människor har haft behov av att roa sig och festa innan den långa fastan. Speciellt i katolska länder är fastlagstiden en folkfest med karnevaler och maskerader.

## Fastlagen i Finland

### Ryska tiden
Under 1700-talet nådde ryktet om de mellaneuropeiska fastlagstraditionerna Finland, men efter år 1809 började fastlagen firas storstilat i det nya ryska storfurstendömet. Med intryck från S:t Petersburg där fastlagen firades storstilat, och en ny rysk överklass som flyttade till Finland, blev fastlagstisdagen en av årets stora festdagar. På 1830-talet hade firandet vuxit till en hel karnevalvecka som också benämndes ”ryska karnevalen”. Sällskapstillställningar med dans, musik, samvaro, traktering m.m. ordnades och gränserna mellan det offentliga och privata var flytande. Ofta var tillställningarna förknippade med välgörenhet. I början av 1900-talet hade maskerader också spritt sig till landsbygdens ungdomsförenings- och brandkårshus.

### Slädpartier och karneval
Slädpartier var ett typiskt nöje för fastlagstisdagen, ofta ordnade av restauranger som Societetshusen i olika städer.  Som följd av det ryska inflytandet kunde slädpartierna avslutas med blinier och kaviar. Vid mitten av 1800-talet började också studentnationer ordna karnevalståg på fastlagstisdagen. På mindre orter ordnades de av gymnasier och intresseföreningar.

### Folkliga traditioner
I folklig tradition betydde att åka långlin att åka nedför backar för att bl.a. linet skulle växa bra och bli långt. Traditionen hörde ursprungligen inte till fastlagen utan till de många ritualer som kunde utföras för att påverka nästa års skörd.  Fastlagsriterna handlade ofta om jordnära, praktiska och kvinnliga arbeten.
I Österbotten förekom utklädningsseder som ibland var kopplade till tiggeri. Fastlagsbrudar eller lappbrudar förknippades med välgörenhet och fattigvård. En ung flicka från en fattig familj kläddes till brud och brudföljet gick från gård till gård för att samla ihop förnödenheter. Seden har flera variationer.
På Björköby utanför Vasa  utformades på 1900-talet Lillvarvet och Storvarvet. Barn med skällor, utklädda ungdomar och unga vuxna springer en på förhand bestämd rutt genom byn på fastlagstisdagen.

### Fastlagens mattraditioner
Till herrskapets delikatesser på fastlagen under ryska tiden hörde blinier och kaviar, våfflor och varma piroger. Varm saft och glögg hörde också till fastlagen som till stor del firades utomhus. Hetvägg var en fest- och fastlagsrätt i Tyskland och förekom i borgerliga kretsar i Finland redan på 1700-talet. Vetebullar gröptes ut och inkråmet blandades med grädde, socker, smör, mandel, kanel och korinter. Bullarna kokades i mjölk eller stektes i panna. Mot slutet av 1800-talet blev hetvägg vanlig på landsbygden, men räknades som en soppa eller välling. Det blev också fastlagens speciella delikatess i folklig tradition.
Fyllda och ofyllda vetebullar började kallas fastlagsbullar i mitten av 1800-talet. På 1870-talet etablerades mandelmassan som fyllning, men allmänt kända bland alla samhällsklasser blev de först på 1950-talet via bagerierna. I Finland saluförs också fastlagsbullar med sylt och mandelmassa som fyllning förefaller vara populärare bland finlandssvenskar.
På fastlagen åts fet och kraftig mat i folklig tradition, kokt ko-, svin-, eller fårhuvud, grisfötter, blodkorv, paltbröd och smör. Sedan 1930-talet förknippas ärtsoppa allmänt med fastlagen. Punsch till ärtsoppan är i hög grad en studentikos tradition.